# مجلس شيوخ ولاية نيويورك
مجلس شيوخ ولاية نيويورك (بالإنجليزية: New York State Senate)‏  هو مجلس شيوخ ولاية نيويورك الأمريكية، يقع المقر الرئيسي له في ألباني، نيويورك، وهو المجلس الأعلى في كونغرس ولاية نيويورك.

## طالع أيضًا
- كونغرس ولاية نيويورك